# Jim Gilstrap
Jim Gilstrap (Pittsburg, 10 november 1946) is een Amerikaanse zanger. Hij is bekend van zijn nummer Swing your daddy waarmee hij in 1975 twee weken op nummer 1 stond in de Nederlandse Top 40 en één week in de Nationale Hitparade.
Verder heeft hij als achtergrondzanger opgetreden, onder andere voor Stevie Wonder, Joe Cocker, Keith Moon en Jefferson Airplane. Ook zong hij in de film Grease uit 1978. Op het nummer You are the sunshine of my life van Stevie Wonder zingt Gilstrap de eerste twee zinnen.

## NPO Radio 2 Top 2000
| Nummer met noteringen in de NPO Radio 2 Top 2000 | '99  | '00 | '01  |
| ------------------------------------------------ | ---- | --- | ---- |
| Swing your daddy                                 | 1960 | -   | 1954 |

1. ↑  Een '-' betekent dat het nummer niet was genoteerd en een vetgedrukt getal geeft de hoogste notering aan.
2. ↑  Deze tabel is bijgewerkt tot en met de laatste editie (2024).

- International Standard Name Identifier: 0000 0000 7690 5210
- Library of Congress Control Number: no98061572
- MusicBrainz: d90f0b4f-9bb6-4d04-97d4-da989b4ee638
- Virtual International Authority File: 226149066554765601395